# Dukley Art Center
Dukley Art Center — арт-центр, открытый в 2015 году в городе Котор, Черногория.

## История создания
Большой жилой комплекс на въезде в Будву заложил Сергей Полонский, он же заказал проект этого «района для миллионеров» известному архитектору Сергею Чобану, который и спроектировал цепочку таунхаусов, где все окна всех домов глядят в море. Все масштабные черногорские проекты Полонского были брошены. Dukley повезло, его подобрал американский инвестор, он же поддержал проект DukleyArtCenter/Kotor.
Открытие в Которе Dukley Art Center — Дома художников — в бывшем здании морского пароходства под названием «Jugooceanija» состоялось 28 мая 2015 года. Основателями Dukley Art Center выступили Марат Гельман, Петар Чукович и Нейл Эмильфарб.
Собравшимся на торжественное открытие была показана выставка резидента Dukley Дмитрия Цветкова.
—